# George Edward Massee
George Edward Massee (20 de diciembre de 1845 - 16 de febrero de 1917) fue un naturalista, fitopatólogo, y micólogo inglés.

## Antecedentes y educación
Era aborigen de Scampston, Yorkshire este, hijo de un granjero. Se educó en la York School of Art y en Downing College, Cambridge, pero no completó ese grado.

## América del Sur y la Legión Extranjera
Tuvo un temprano interés por la historia natural, publicando un artículo en British Woodpeckers, a los 16 y compiló una cartera de pinturas botánicas. A través de la influencia de Richard Spruce, un pariente de la familia, fue capaz de viajar en una expedición botánica a Panamá y Ecuador, donde, a pesar de las dificultades considerables, coleccionó orquídeas y otras plantas. A su regreso, Massee se unió a la Legión extranjera francesa, con la esperanza de ver el combate en el Guerra Franco-prusiana, pero, la guerra estaba a punto de terminar, se le convenció de volver a casa a la granja. Sin embargo, se ganó un tatuaje de "4º de Cazadores" en su brazo como consecuencia de su breve aventura militar.

## Historia natural y micología
De vuelta en Yorkshire, Massee desarrolló un interés particular en hongos los que ilustró, sus pinturas atrajeron la atención de M.C. Cooke, el primer jefe de micología en el Royal Botanic Gardens, Kew. Después de haberse trasladado a Londres, comenzó una serie de publicaciones ambiciosos en los hongos, mientras que la realización de conferencias públicas, y también de trabajar brevemente en el Museo de Historia Natural. Cuando Cooke se retiró de Kew en 1893, Massee lo reemplazó como Subdirector en Criptógamas, cargo que conservó hasta que él mismo se retiró en 1915. Desde 1904, el ayudante de Massee en Kew fue AD Cotton trabajando principalmente en algas. En 1910 Elsie Wakefield también ayudó a Massee con los hongos, haciéndose cargo de su puesto después de 1915.
Durante su carrera, publicó más de 250 libros científicos y populares, documentos y artículos sobre los hongos, mixomicetes, fitopatología, y la historia natural. Fue editor de la revista criptógama  Grevillea  en sus dos últimos volúmenes. Massee también describió un número considerable de nuevas especies de hongos, pero (a pesar de trabajar en un herbario) no siempre mantuvo especímenes de muestras. Como resultado, demasiados de sus nuevas especies están ahora relegados a las listas de  dubia nomina  (nombres de aplicación incierta). La mayor parte de las colecciones que se conservan están ahora en el herbario micológico en Kew. Parte de herbario personal de Massee fue, sin embargo, vendido al Jardín Botánico de Nueva York en 1907.
Beatrix Potter, cuyos intereses micológicos animó, lo llamó "un tipo muy agradable caballero." Su colega John Ramsbottom dijo de él que "aunque a menudo brillante, era a menudo descuidado:. Si hubiera tenido cualquier capacidad alguna para tomar problemas, habría sido un genio".

## Algunas publicaciones
- 1889. A monograph of the British Gastromycetes. 103 pp.

- 1891. British fungi. Phycomycetes and Ustilagineae. 232 pp.

- 1892. A monograph of the Mycogastres. London: Methuen

- 1892-1895. The British fungus flora, v. 1-4. London: George Bell

- 1902. European fungus flora: Agaricaceae London: Duckworth

- con C. Crossland. 1905. The fungus flora of Yorkshire. London: A. Brown

- 1906. Text-book of fungi. 427 pp.

- 1910. Diseases of cultivated plants and trees London: Macmillan

- 1911. British fungi with a chapter on lichens, Londres

- con Ivy Massee. 1913. Mildews, rusts, and smuts London: Dulau & Co

## Honores

### Otras membresías
- 1896: cofundante de la Sociedad Micológica Británica, y fue elegido su primer presidente

- 1899-1903: presidente de la Quekett Microscopical Club.

- Royal Meteorological Society, manteniendo registros meteorológicos locales, y llevó a cabo investigaciones sobre la historia local, publicando relatos de su parroquia.

### Epónimos
Nombró y describió el género fúngico Masseea
Y en especies:
- Acremonium masseei
- Ascobolus masseei
- Entoloma masseei
- Ocellaria masseeana.[5]

- La abreviatura «Massee» se emplea para indicar a George Edward Massee como autoridad en la descripción y clasificación científica de los vegetales.[6]